# Omar Ayuso
Omar Ayuso (ur. 26 marca 1998 w Madrycie) – hiszpański aktor, znany przede wszystkim z serialu Szkoła dla elity, wyprodukowanego przez platformę Netflix.

## Filmografia

### Filmy
| Rok  | Tytuł                    |
| ---- | ------------------------ |
| 2019 | Maras’ de Salvador Calvo |
| 2019 | Ráfagas de vida salvaje  |
| 2019 | Disseminare              |
| 2020 | Juro Que                 |

### Seriale
| Year           | Title                               |
| -------------- | ----------------------------------- |
| 2018           | El Continental (jeden odcinek)      |
| 2018 - obecnie | Szkoła dla elity (jako Omar Shanaa) |